# Middeleeuwse oorlogsvoering

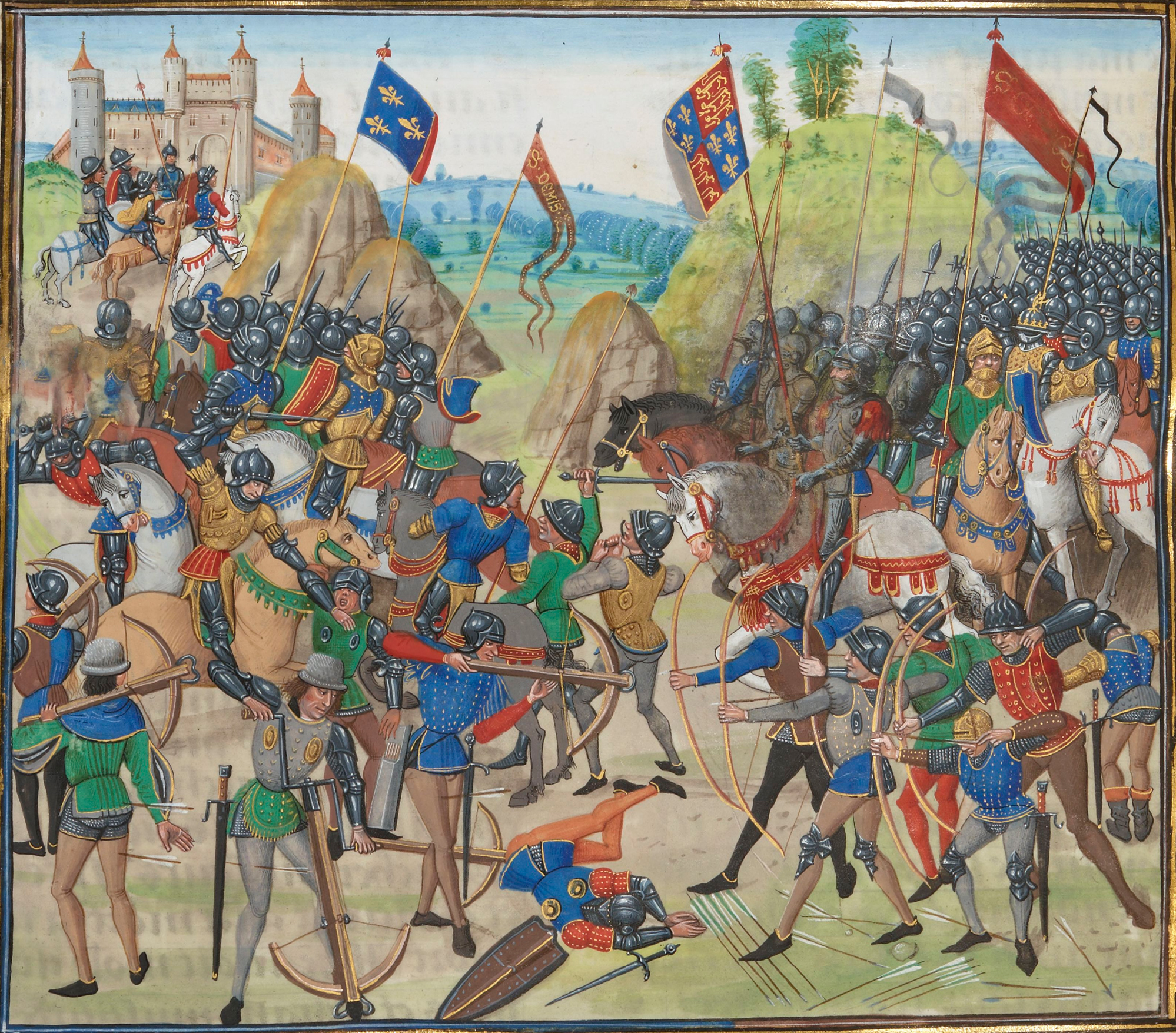
Slag bij Crécy (1346) tijdens Honderdjarige Oorlog tussen Frankrijk en Engeland.

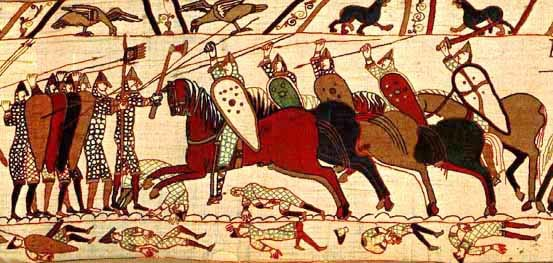
De Slag bij Hastings op het tapijt van Bayeux (ca. 1068).

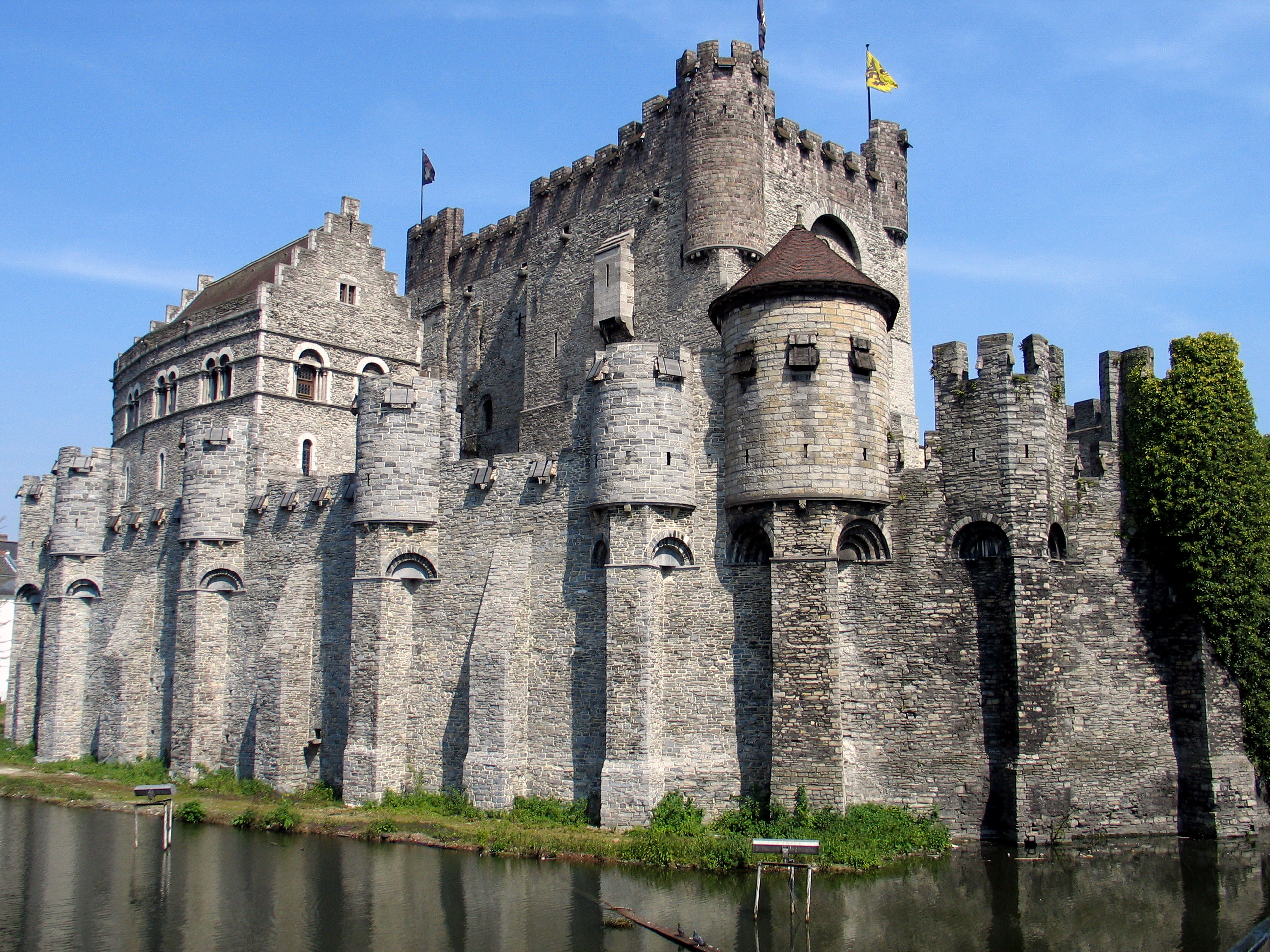
Het Gravensteen in Gent is de enig overgebleven middeleeuwse burcht in Vlaanderen met een vrijwel intact verdedigingssysteem.

Middeleeuwse oorlogsvoering is de wijze van oorlog voeren uit de middeleeuwen. In Europa leidden na de klassieke oudheid  culturele en sociale ontwikkelingen tot een dramatische transformatie in de aard van oorlogsvoering, in het bijzonder in de militaire tactiek en de rol van cavalerie en artillerie. Vergelijkbare veranderingen vonden elders in de wereld plaats. In China dateerden wapens die gebruikmaakten van buskruit al uit de tiende eeuw. De eerste permanente Chinese zeemacht ontstond in het begin van de twaalfde eeuw, onder de Song-dynastie.
In het Midden-Oosten en Noord-Afrika gebruikte men gelijkaardige methoden en uitrusting als de volkeren in Europa, en er was een belangrijke mate van uitwisseling van technologie en tactische wederzijdse aanpassing tussen de verschillende culturen. In Afrika in de Sahel en Soedan gebruikten staten als het sultanaat Sennar en het Fulanirijk middeleeuwse tactiek en wapens tot het einde van de negentiende eeuw. In India werden de Chola's een belangrijke zeemacht in de Indische Oceaan, waardoor ze in staat waren Sri Lanka te veroveren.

## Belangrijkste ontwikkelingen
Velen beschouwen de Tweede Slag bij Adrianopel (378) als het einde van de militaire dominantie van het Romeinse Rijk en het begin van de middeleeuwen. In deze slag kwam de superioriteit van cavalerie over traditionele voetstrijders naar voren, wat mede het karakter van middeleeuwse oorlogsvoering in de volgende eeuwen zou beïnvloeden.
Wellicht de belangrijkste technologische verandering was de introductie van de stijgbeugel, die in Europa verscheen in de achtste eeuw, maar toen al in gebruik was in China en het Midden-Oosten. De stijgbeugel opende samen met het fokken van paarden en de ontwikkeling van ijzer- en staalproductie de deur voor de ontwikkeling van een veel sterkere cavalerie. Eerdere volken zoals de Romeinen gebruikten bereden krijgers vooral als licht bewapende verkenners en hulptroepen, maar de stijgbeugel bracht cavalerie naar de voorgrond, omdat ruiters door de stijgbeugel in staat waren op doeltreffender wijze de lans te voeren, en ver zijwaarts te leunen bij het hanteren van een wapen. In Europa kreeg de zwaarbewapende ridder de hoofdrol op het slagveld; in Mongolië speelde de lichtbewapende bereden boogschutter die rol. In China en het Midden-Oosten was de hoofdmacht van het leger een combinatie van ruiters en voetvolk.
Oorlogsvoering spitste zich toe op kleine elitetroepen van bereden krijgers met een zeer kostbare uitrusting. Dit was zowel het gevolg van als een bijdragende factor tot de sociale orde van de middeleeuwen. Een bereden krijger had veel training nodig om zijn vaardigheid op peil te brengen en te houden en was dus, in tegenstelling tot de vroegere burgerlegers, een professional. Dit leidde tot de verdeling van de maatschappij in een hoge klasse van edelen en een grote massa gemeenvolk. Deze feodale edelen vormden al snel een belangrijke macht binnen de zwak gecentraliseerde staten.
Dit maakte het op zijn beurt moeilijker om grote, goed geoefende en georganiseerde strijdkrachten te hebben, zoals de Romeinse legioenen. De grote meerderheid van de middeleeuwse legers bestond uit opgeroepen boeren of huurlingen. In sommige gebieden, zoals het laatmiddeleeuwse Engeland en Scandinavië of het vroegmiddeleeuwse Spanje, vormde de vrije boerenstand redelijk goed uitgeruste infanterie-eenheden. Net zoals de Romeinse opgeroepen burgerlegers vereisten deze troepen echter ervaring en training om werkelijk nuttig te zijn in oorlogstijd. Ook het einde van middeleeuwse oorlogsvoering werd overigens teweeggebracht door technologische en sociale veranderingen. Een heropleving van de macht van centrale overheden zou leiden tot de opkomst van staande legers, of halfstaande legers, zoals de Franse Compagnies d'ordonnance.

## Strategie en tactiek

### Ontplooiing van de strijdkrachten
Europa was cultureel zeer divers, en de vele gebieden hadden elk hun eigen stijl. Engelse en Amerikaanse studies van middeleeuwse oorlogsvoering gaan voornamelijk over Engelse en Franse oorlogsvoering.  Engelse en Franse Middeleeuwse legers konden worden opgedeeld in drie 'batallions' of 'battles': de voorhoede, het centrum en de achterhoede. De voorhoede bestond vaak uit boogschutters en mogelijk andere wapens met groot bereik, zoals slingers en een enkele katapult; het centrum bestond uit infanterie en gepantserde cavalerie (ridders) en de achterhoede uit beweeglijker cavalerie.
Gewoonlijk werd ook in die volgorde gemarcheerd, en de drie gevechten ontplooiden zich op het slagveld met de voorhoede rechts, het centrum in het midden en de achterhoede links. Naarmate legermachten echter groter en moeilijker te sturen werden, ontplooiden ze zich pas bij hun aankomst op het veld. Elke sectie ontplooide zich ofwel in lijn-, ofwel in blokformatie. Een lineaire formatie had het voordeel dat alle soldaten bijna onmiddellijk deel konden nemen aan het gevecht (vooral die met langbogen en kruisbogen. Een nadeel was dat een aanval met de cavalerie zo'n lineaire formatie makkelijk kon verbreken. Een blokformatie was gewoonlijk robuuster, maar zorgde ervoor dat soldaten achteraan minder snel konden deelnemen aan het gevecht (of helemaal niet, zoals in de Slag bij Azincourt). Blokformaties hadden het voordeel nog reserves achter de hand te hebben in het geval een van de krijgers in de frontlinie gewond zou raken en waren doorgaans vrij moeilijk te doorbreken, vooral als het leger goed getraind was.
Oost-Europese legers hadden gewoonlijk veel bereden boogschutters en adellijke cavalerie. De edellieden vormden lichte, bepantserde speercavalerie, tot de legers werden verwesterd, zoals de Poolse ridders, 'rycerze', die op hun hoogtepunt misschien wel de beste ridders waren in Europa. De bereden boogschutters waren deels beïnvloed door de Magyaren die zich in Hongarije vestigden tijdens de volksverhuizingen. De lichte cavalerie was ook zeer efficiënt tegen de gelijkaardige Mongoolse cavalerie en later de Gouden Horde. De zware cavalerie was uitgerust met een borstkuras en later een vol harnas. De lichte cavalerie droeg een leren wapenrusting of een borstkuras als ze zich die konden veroorloven. Oost-Europa bracht ook degelijke voetboogschutters voort ten gevolge de lange traditie van bereden boogschieten, maar beschikte doorgaans over een zwakke zwaardere infanterie, gewoonlijk met speer of bijl bewapende hulptroepen.
Cavalerie kon op diverse wijzen georganiseerd worden, afhankelijk van de situatie. Hoewel een ongeorganiseerde troep ruiters zonder twijfel effectief was, werd een cavalerie in een strakke formatie met lansen pas echt een verwoestende strijdmacht. De meest gebruikelijke formatie was de linie. De ruiters ordenden zichzelf op een lange rij, gewoonlijk drie of vier rijen diep. Goed getrainde infanterie was echter soms in staat zulk een aanval te weerstaan, met als gevolg dat sommige ruiterbendes zich in plaats daarvan ontplooiden in een wigformatie. De paarden werden geordend in een grote driehoek, met de zwaarst gepantserde cavalerie vooraan. Vaker wel dan niet stortte zo'n formatie echter in zodra ze in contact kwam met de vijandelijke infanterielinie, waardoor een aanval van de infanterie naar binnen kon dringen en de overblijvende ruiters uit elkaar doen stuiven.
Naarmate cavalerie de dominante sectie werd op het slagveld, werd het ook noodzakelijk om manieren te bedenken om haar te weerstaan. Eén veelgebruikte methode was het inzetten van pieken, speren met een lengte van soms wel zes meter. Wanneer de cavalerie aanviel, ordenden de piekeniers zich in een strakke vierkant- of cirkelformatie, waardoor paarden niet te diep in de infanterie kon doordringen (paarden zullen nooit recht op een muur van speren af lopen). Met behulp van een groot blok piekeniers dat de achterhoede en de flanken verdedigde, konden legers zich in een strategische positie manoeuvreren zonder te worden afgesneden.
Een andere methode die vooral gebruikt werd door de Engelsen was het inzetten van massale hoeveelheden boogschutters. De typisch Engelse longbow was een vernietigend wapen in de handen van een expert, en de Engelsen ontdekten dat het door duizenden boogschutters tegelijk te laten vuren voor de vijand onmogelijk werd om op welke manier dan ook frontaal aan te vallen met cavalerie of lichte infanterie. In de Honderdjarige Oorlog vertelden verschillende Franse ridders achteraf hoe ze zagen hoe "de dag veranderde in nacht door de wolk pijlen die neer kwam suizen". Na meerdere salvo's naar de vijandelijke linie hoefde de Engelse infanterie slechts op het veld gestuurd te worden om de vijand af te maken.

### Inzet van de strijdkrachten
Ervaring en beweeglijkheid van middeleeuwse legers verschilde sterk, afhankelijk van de plaats en de periode. Bij grotere veldslagen bestond voorafgaande planning gewoonlijk uit een raadsvergadering van de oorlogsleiders, waarbij ofwel de generaal eenvoudig het strijdplan oplegde, ofwel een heel debat ontstond tussen de verschillende legerleiders, afhankelijk van de autoriteit van de generaal. Communicatie op het slagveld was voor de opkomst van strikte communicatielijnen natuurlijk heel erg moeilijk. Er werd gebruikgemaakt van muzikale signalen, hoorbare commando's, boodschappers of visuele signalen zoals het heffen van een standaard, banier of vlag.
De infanterie werd gewoonlijk ontplooid bij het begin van het gevecht om de vijandelijke infanterieformaties te doorbreken; de cavalerie probeerde zijn eigen tegenstanders te verslaan. Wanneer één kant de overhand kreeg in cavalerie (of die al van bij het begin had), kon die proberen het verlies aan samenhang in de vijandelijke infanterie dat was veroorzaakt door de gevechten van het voetvolk te gebruiken in haar eigen aanval op de infanterie, in een poging deze af te snijden van de rest van het vijandelijke leger. Vaak was dit echter een bijna onmogelijke taak, en timing was van essentieel belang, want als de vijandelijke infanterie tijd genoeg had om zich te herformeren in een lijnformatie kon ze vaak de aanval van de cavalerie afslaan. Conflicten van enkel infanterie waren gewoonlijk erg langdurig.
Kanonnen werden voor het eerst op het slagveld gebruikt in de late middeleeuwen. Hun povere vuursnelheid (vaak werd in de loop van een hele veldslag slechts één schot afgevuurd) en hun onnauwkeurigheid maakten het kanon echter meer een psychologisch dan een antipersoonswapen.
Later in de middeleeuwen kwamen ook handkanonnen in zwang. De vuursnelheid ging hierdoor maar lichtjes omhoog, maar het werd wel eenvoudiger om deze kanonnen te richten, voornamelijk omdat ze kleiner waren en dichter bij degene die ze hanteerde. Handkanonniers konden makkelijk verdedigd worden aangezien de wapens kleiner waren en veel sneller konden worden verplaatst. Toch werd echte veldartillerie pas echt vaak ingezet vanaf de vroegmoderne periode.

### Terugtocht
Een overhaaste terugtocht veroorzaakte vaak meer slachtoffers onder de eigen rangen dan een georganiseerde terugtrekking, aangezien de cavalerie van de vijandelijke achterhoede het vluchtende leger makkelijk kon onderscheppen terwijl hun infanterie doorging met de aanval. In de meeste middeleeuwse veldslagen werden meer soldaten gedood onder het terugtrekken dan in het gevecht zelf: ridders konden snel en eenvoudig boogschutters en infanterie uitschakelen wanneer ze niet langer werden beschermd door een linie van piekeniers zoals eerder in het gevecht.

## Versterkingen
Het instorten van gecentraliseerde staten leidde tot het ontstaan van een aantal groeperingen die zich richtten op grootschalige plundering als hun inkomensbron. Vooral dan de Vikingen (maar ook Arabieren, Mongolen en Magyaren) roofden op grote schaal. Aangezien deze groepen gewoonlijk klein waren en snel moesten kunnen bewegen, was de bouw van versterkingen een goede manier om een toevluchtsoord en bescherming te bieden voor de mensen en de rijkdommen van het gebied.
Deze vestingen veranderden in de loop van de middeleeuwen met als belangrijkste voorbeeld de burcht, een verdedigingsstructuur die voor velen een synoniem is geworden van het middeleeuwse tijdperk. Het kasteel werd gebruikt als verdedigingswerk voor de lokale elite. Binnen waren ze beschermd voor roversbenden, en konden ze bereden krijgers uitsturen om de rovers uit het gebied te verjagen of om de bevoorradingsinspanningen van grotere legers te verstoren wanneer deze zich in de regio probeerden te handhaven, door telkens lokaal bevoorradingstroepen te overmeesteren hoewel het onmogelijk zou zijn het op te nemen tegen het volledige vijandelijke leger.
Versterkingen hadden heel wat voordelen. Ze boden een wijkplaats tegen legers die te groot waren om in een open gevecht tegemoet te treden. Het overwicht van zware cavalerie in het open veld was nutteloos tegen versterkingen. Het opbouwen van belegeringswapens was een tijdrovende bezigheid, en kon zelden met succes worden gedaan zonder voorbereidingen vóór de campagne. Vaak duurde het maanden, zo niet jaren om de verdedigende strijdmacht voldoende te verzwakken of demoraliseren. Versterkingen waren een uitmuntend middel om te verzekeren dat de elite niet van hun land werd beroofd – of zoals een Franse edelman ooit zei terwijl hij gadesloeg hoe vijandige troepen zijn grondgebieden verwoestten: "ze kunnen het land niet mee naar huis nemen."

### Belegering
In de middeleeuwen gebruikten belegslegers een grote verscheidenheid aan belegeringswapens: stormladders, uitschuifbare ladders, rammeien, belegeringstorens, katten, tonnelons en velerlei soorten katapulten zoals de lepelblijde, ballista, springald en slingerarm. Andere belegeringstechnieken waren bijvoorbeeld het ondergraven van muren.
Deze ontwikkelingen moedigden ook de ontwikkeling van een veelheid aan tegenmaatregelen aan. Gedurende de middeleeuwen werden vestingwerken voortdurend sterker – bijvoorbeeld het ontstaan van het concentrische kasteel uit de periode van de Kruistochten – en gevaarlijker voor aanvallers – getuige het toenemende gebruik van mezekouwen en kokende olie, gesmolten lood of heet zand. Boogspleten, verborgen deuren voor verrassingsaanvallen en diepe waterputten hoorden ook onlosmakelijk bij het weerstaan van beleg in deze periode. Kasteelontwerpers gaven vooral aandacht aan het verdedigen van de toegangen door de poorten te beschermen met ophaalbruggen, valhekken en barbacanes. Natte dierenhuiden werden vaak over de poorten gedrapeerd om vuur te vertragen. Droge of natte slotgrachten en andere waterwerken, zowel natuurlijk als aangelegd, waren ook vitaal voor de verdedigers.
In de middeleeuwen hadden nagenoeg alle steden omwallingen. Dubrovnik in Dalmatië is een indrukwekkend goed bewaard voorbeeld daarvan. Belangrijke steden hadden citadellen, forten of kastelen. Er werd veel moeite gedaan om een goede watervoorziening binnen de stadsmuren te verzekeren. In sommige gevallen werden daartoe lange tunnels gegraven. In steden als Tábor in Bohemen werden hele complexen van onderaardse tunnels gebruikt als opslagplaats en communicatiemiddel.
Tot de uitvinding van buskruitwapens sloeg de balans van kracht en logistiek duidelijk door in het voordeel van de verdediger. Door de uitvinding van het buskruit werd de slagkracht van de aanvalswapens flink groter zodat dikke stenen muren en traditionele verdedigingsmethoden steeds minder effectief bleken tegen een doorgedreven belegering.

## Organisatie

### Ridders
Een middeleeuwse ridder was gewoonlijk een bereden en gepantserde soldaat, vaak behorend tot de adellijke of koninklijke families, hoewel ridders (en dan vooral in noordoostelijk Europa) ook afkomstig konden zijn uit de lagere sociale klassen, en zelfs onvrijen konden zijn. De kosten van hun harnas, paard en wapens waren groot. Onder meer hierdoor evolueerden ridders in West-Europa geleidelijk tot een afzonderlijke sociale klasse naast andere krijgers. Tijdens de Kruistochten vochten geestelijke ridderorden in het Heilige Land (denk aan Tempeliers, Hospitaalridders etc.).

### Zware cavalerie
Zwaarbewapende cavalerie, uitgerust met lansen en een heel assortiment aan handwapens, speelde een belangrijke rol in de veldslagen van de middeleeuwen.

### Infanterie
Het belang van infanterie is lang onderschat in het verleden; toenmalige schrijvers hadden meer belangstelling voor ridders en zware cavalerie. Infanterie werd doorheen de middeleeuwen gerekruteerd en geoefend op veel verschillende manieren in de verschillende delen van Europa, en vormden waarschijnlijk altijd het grootste deel van het middeleeuwse veldleger. Veel infanteristen in de langere oorlogen waren waarschijnlijk huurlingen. De meeste legereenheden beschikten over grote aantallen speerdragers, boogschutters en andere niet-bereden soldaten. Bij belegeringen, misschien wel de meest voorkomende wijze van middeleeuwse oorlogsvoering, werden infanterie-eenheden ingezet als garnizoenstroepen en boogschutters, naast natuurlijk een aantal andere functies. Tegen het einde van de middeleeuwen, met de vooruitgang van wapens en bepantsering, werden infanteristen (nog) belangrijker voor een leger.

### Rekrutering
In de vroege middeleeuwen was elke edelman verplicht met eigen middelen, boogschutters en infanterie te antwoorden op de oproep tot oorlog. Dit gedecentraliseerd systeem was noodzakelijk ten gevolge van de sociale orde van toen, maar zorgde er wel voor dat de verschillende delen van een samengesteld leger elk hun heel eigen technieken en mate van ervaring en kwaliteiten hadden. Hoe rijker een edelman was, des te beter waren gewoonlijk ook zijn troepen.
Naarmate centrale overheden meer macht kregen werd geleidelijk ook teruggegrepen naar de traditie van de burgerlegers uit de klassieke oudheid, en mobilisatie van de boerenstand door de centrale overheid werd de belangrijkste rekruteringswijze. Engeland was een van de meest gecentraliseerde staten in de middeleeuwen, en de legers die de Honderdjarige Oorlog vochten waren voor het grootste deel betaalde beroepssoldaten. In theorie had elke Engelsman de verplichting veertig dagen te dienen in het leger. Veertig dagen was echter lang niet voldoende voor een campagne, zeker niet voor één op het continent. Bijgevolg werd de 'escuage' ingevoerd, waarbij de meeste Engelsen betaalden om aan hun diensttijd te ontsnappen en het geld vervolgens gebruikt werd om een permanent leger op te zetten. Dit fenomeen was echter niet uniek in Engeland. Bijna alle hoogmiddeleeuwse legermachten in Europa bestonden voor een groot deel uit betaalde soldaten, en ten minste vanaf de twaalfde eeuw was er sprake van een belangrijke huurlingenmarkt in Europa.
In de loop van de middeleeuwen begonnen Italiaanse steden steeds meer te vertrouwen op huurlingen in plaats van op de milities die vooral de vroeg- en hoogmiddeleeuwse periode hadden gedomineerd. Het waren beroepssoldaten die een vastgelegde som geld kregen. Huurlingen waren gewoonlijk doeltreffende soldaten, vooral in combinatie met staande legers, maar in Italië gingen ze gaandeweg de stedelijke legers domineren. Huurling-tegen-huurlinggevechten in Italië leidden ook tot campagnes met relatief weinig bloedvergieten, die net zoveel uit imponerende manoeuvres als uit veldslagen bestonden.
Ridders werden bij gevechten betrokken wegens feodale en sociale verplichtingen, en ook vanwege het vooruitzicht op winst en eer. Wie goed presteerde maakte veel kans zijn landgoed uit te breiden en te stijgen in de sociale hiërarchie. Ook het vooruitzicht op de winst uit plunderingen en het losgeld voor gevangengenomen ridders was belangrijk. Voor ridders kon middeleeuwse oorlogsvoering relatief ongevaarlijk zijn. Edellieden vermeden elkaar te doden om velerlei redenen – ten eerste omdat velen verwant aan elkaar waren, maar ook omdat zij voorheen weleens aan dezelfde kant hadden gevochten en allemaal (min of meer) leden waren van dezelfde elitecultuur; daarnaast ook omdat het losgeld voor edellieden bijzonder hoog kon zijn. Er waren inderdaad enkelen die hun brood verdienden met niets anders dan het gevangennemen (en nadien voor losgeld uitwisselen) van edellieden tijdens een veldslag. Zelfs boeren, die geen gemeenschappelijke banden van afkomst en cultuur hadden met de adelstand, vermeden het vaak een edelman te doden gezien de hoge losprijs die een levende gevangene op kon leveren, net als het waardevolle paard, harnas en uitrusting. Toch mag dit niet beschouwd worden als een vaste regel in middeleeuwse oorlogsvoering. Het gebeurde immers niettemin vaak dat, zelfs in de hoogtijdagen van "ridderlijke" oorlogsvoering", dat ridders ernstige verliezen leden tijdens veldslagen. Een bekende uitzondering op het gevangennemen is de Guldensporenslag.

## Uitrusting
Persoonlijke uitrusting voor
- ridder
- infanterist
- boogschutter

## Wapens
| - strijdbijl - boog - zwaard - kruisboog - dolk | - strijdvlegel - hellebaard - strijdhamer - speer - lans - langboog | - langzwaard - goedendag - morgenster - schild - piek - zeis |

## Pantser
Persoonlijk pantser:
- Kolder
- Maliënkolder
- Plaatharnas
- Harnas
- Schubbenpantser

Pantserconstructie:
- Mantelet
- Kat

## Artillerie
Middeleeuwse artilleriewapens waren tot de uitvinding van het kanon in de veertiende eeuw altijd katapulten, die onder te verdelen zijn in spanboogkatapulten, torsiekatapulten en slingerarmkatepulten.
Spanboogkatapulten:
- Arcuballista
- Lepelblijde
- Spanspringald

Torsiekatapulten:
- Ballista
- Onager
- Torsiespringald

Slingerarmkatapulten:
- Pierrière
- Bricole
- Mangonel
- Trebuchet
- Couillard

Vuurwapens:
- Bombarde
- Dulle Griet

## Voorraden en logistiek
Een leger marcheert op zijn maag, Zoals Napoleon ooit zei, een zwakte die van belang is geweest in alle campagnes door de geschiedenis. Middeleeuwse legers werden grotendeels bevoorraad zoals dat voorheen gebruikelijk was. Bij de opkomst van kastelen en langdurige belegeringen kwamen bevoorradingsproblemen echter op een veel grotere schaal op dan tevoren, aangezien legers nu maanden of zelfs jaren op één plaats moesten blijven.

### Plunderen en foerageren
De gebruikelijke methode om logistieke problemen voor kleinere legereenheden op te lossen was het foerageren, ofwel "leven van het land". Aangezien middeleeuwse campagnes vaak werden uitgevoerd in dichtbevolkte gebieden, kon een reizend leger gemakkelijk alle beschikbare hulpbronnen opeisen van het land waar ze door trokken; van voedsel over onbewerkte materialen tot uitrusting. Leven van het land is niet zo eenvoudig als er geen voedsel is om te eten en dus was er, althans in theorie, een voorgeschreven "campagneseizoen" dat als doel had oorlog te beperken tot een welbepaalde periode, wanneer er voedsel op de velden te vinden was en het weer redelijk was. Dit seizoen duurde meestal van lente tot herfst, aangezien tegen de vroege lente alle gewassen al geplant waren, waardoor de mannelijke bevolking vrij was tot ze nodig waren voor de oogst in de late herfst. In veel Europese landen waren dienaren en boeren verplicht zo'n 45 dagen per jaar militaire dienst te doen zonder betaling, gewoonlijk in die periode van het jaar dat ze toch niet nodig waren voor landbouwactiviteiten.
Plunderen was vaak op zich het doel van een militaire campagne: om de huurlingentroepen te betalen, om hulpbronnen in te winnen, om de militaire macht van vijandelijke strijdkrachten te ondermijnen, of zelfs als een berekende belediging voor de vijand. Voorbeelden zijn de Vikingaanvallen in heel Europa, of de bijzonder destructieve ruitercharges in Noord-Frankrijk tijdens de Honderdjarige Oorlog.

### Bevoorradingstrein
Bevoorradingslijnen zijn een fenomeen dat eerder thuishoort in hedendaagse oorlogsvoering. Doordat het in vroeger tijden onmogelijk was een echt front te vormen, moesten de voorraden meegevoerd worden met het leger en/of erheen gevoerd worden onder bewaking. Hoe dan ook was het noodzakelijk dat een zekere voorraad meereisde om een groot leger in staat te stellen te functioneren. Middeleeuwse bevoorradingstreinen komen vaak voor in miniaturen en zelfs gedichten uit die tijd.
Rivier- en zeetransport bleek de eenvoudigste manier om voorraden te vervoeren. Tijdens zijn veroveringen van de Levant werd Richard Leeuwenhart gedwongen zijn leger te bevoorraden terwijl het door een kaal woestijngebied marcheerde. Door zijn leger langs de kust te laten marcheren kon het echter regelmatig bevoorraad worden door schepen die langs de kust op en neer voeren. Analoog volgden legers ook vaak de loop van rivieren, terwijl hun voorraden over het water vervoerd werden. Legers bevoorraden over land via bulklandtransport werd pas praktisch haalbaar na de uitvinding van spoortransport met de verbrandingsmotor.
De bagagetrein vormde een alternatieve bevoorradingsmethode, die niet afhankelijk was van de toegang tot een waterweg. Het was echter vaak een tactisch risico. Bevoorradingstreinen dwongen legers om trager voort te bewegen dan lichtbepakte troepen. Ze werden gewoonlijk in het midden van het leger meegevoerd, waar ze beschermd waren voor aanvallen door infanterie. Aanvallen op onverdedigde bagagetreinen, zoals de Franse aanval op de Engelse trein in de Slag bij Azincourt (1415), die uitvoerig behandeld wordt in het toneelstuk Henry V, konden een leger volledig kreupel maken, vooral bij belegeringen, wanneer grote hoeveelheden voorraden aan het aanvallende leger moesten worden geleverd. Om de bagagetrein te kunnen blijven aanvullen foerageerde een leger intensief, of ging het zichzelf herbevoorraden in steden of bevoorradingspunten. Met dat doel waren grenskastelen vaak volgepropt met voorraden.

### Hongersnood en ziekte
Een falende logistiek had voor een middeleeuws leger vaak hongersnood en ziektes tot gevolg, met de onvermijdelijke slachtoffers en een kelderende moraal. Een belegeringsmacht liep grote kans te verhongeren terwijl ze wachtte tot hetzelfde gebeurde met de belegerden; in dat geval moest het beleg opgebroken worden. Met de opkomst van de grote kastelen in Europa tijdens de hoge middeleeuwen was dit echter een van de problemen die door aanvoerders van beide kanten al van op voorhand in rekening werden gebracht, waardoor belegeringen lang en uitputtend konden zijn.
Epidemieën van ziekten als de pokken, cholera, tyfus en dysenterie teisterden vaak de gelederen van middeleeuwse legers, vooral wanneer ze slecht bevoorraad waren. Een bekend voorbeeld is de uitbraak van de pest in het belegerende Mongoolse leger onder de muren van Feodosija op de Krim in 1347, vanwaar de ziekte zich door een groot deel van Europa verspreidde onder de naam de Zwarte Dood.
Voor de inwoners van een betwist gebied volgde op langdurige periodes van oorlogsvoering vaak hongersnood, aangezien foeragerende legers alle voedselvoorraden erdoor joegen die ze konden vinden, en zelfs reserves opmaakten. Daarenboven konden de landroutes die legers namen met gemak hele beplante velden vernielen, waardoor er het volgende oogstseizoen niets te oogsten viel. Bovendien was de dodentol van oorlogen vooral bij de boerenbevolking enorm, waardoor het nog moeilijker werd om voedseltekorten aan te vullen.

## Oorlogsvoering op zee

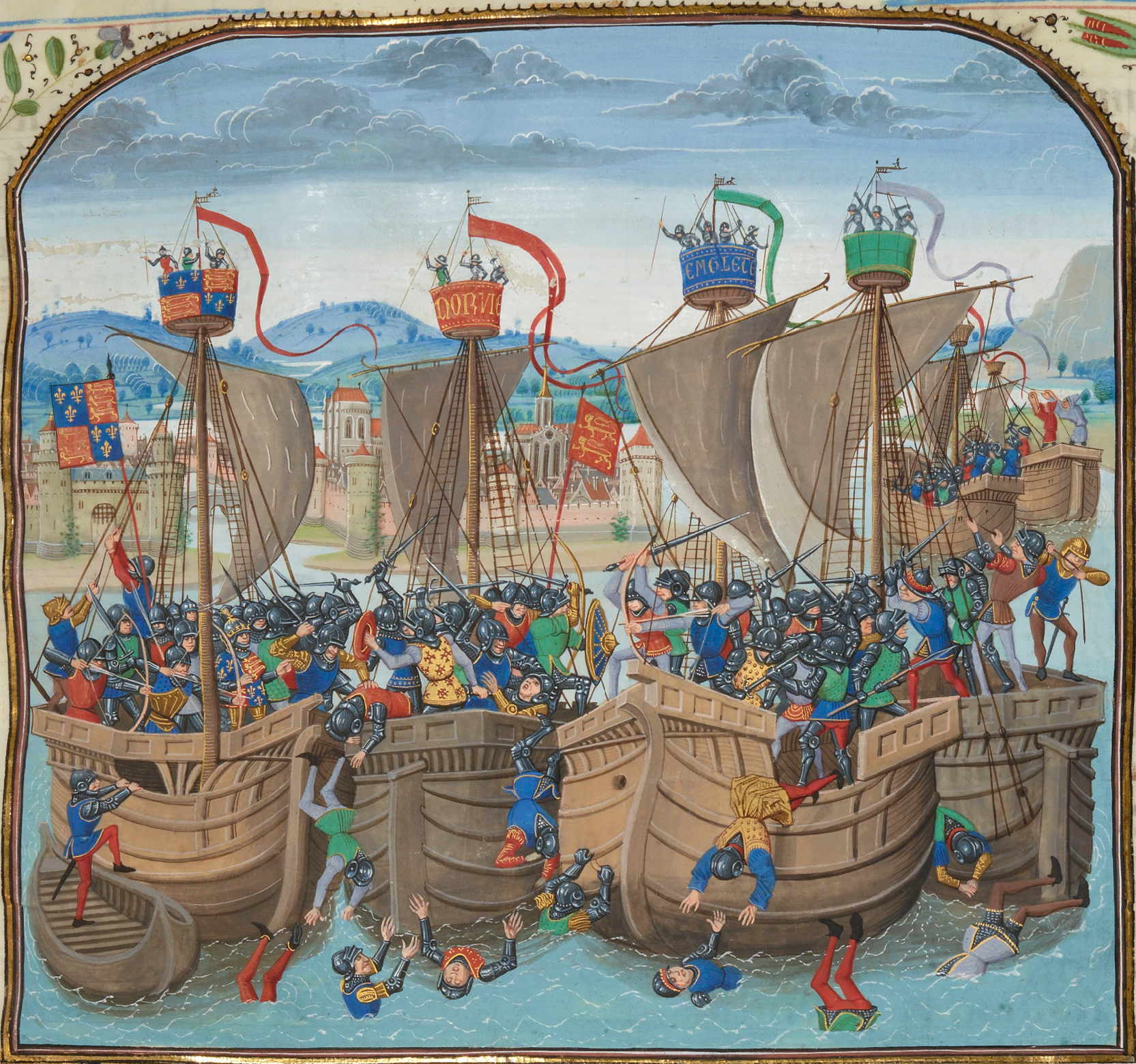
De Slag bij Sluis (1340), uit Jean Froissarts Chronicles

In de Middellandse Zee vertoonde middeleeuwse oorlogsvoering op zee veel gelijkenissen met de klassieke periode: galeivloten, vaak met slaven aan de riemen, die probeerden elkaar te rammen of langszij te komen zodat de matrozen aan dek konden vechten. Deze manier van oorlogsvoering op zee werd voortgezet tot zelfs in vroegmoderne tijden, zoals in de Slag bij Lepanto in 1571.
Galeien waren echter te kwetsbaar als stormram, en waren bovendien moeilijk te gebruiken ten westen van Gibraltar, omdat er op de oceaan en andere open zeeën nu eenmaal meer wind en veel zwaardere zeegang heerst dan op de Middellandse Zee. Niettemin zijn galeien daar af en toe wel degelijk gebruikt. Lijviger schepen kwamen op, vaak voortbewogen met behulp van zeilen; één uitzondering hierop waren de lange met riemen voortgedreven Vikingschepen die tot diep in de vijftiende eeuw werden ingezet. Met zo'n zeilschepen was het moeilijk om vijandige schepen te rammen, maar het hoofddoel bleef het transport van soldaten om aan dek van het vijandige schip te vechten, zoals in de Slag bij Svolder en de Slag bij Sluis (1340).
Oorlogsschepen gingen lijken op drijvende forten, met torens in de boeg en de achtersteven, respectievelijk het voorkasteel en het achterkasteel). Deze constructie maakte oorlogsschepen bijzonder onstabiel, maar de beslissende nederlagen die de meer mobiele maar duidelijk lagere langschepen in de vijftiende eeuw leden tegen hogere kogges maakten duidelijk welk type schip de noordelijke zeeslagen moest domineren.
In de middeleeuwen was het nog zeer moeilijk om kanonnen aan boord van oorlogsschepen te hijsen, hoewel af en toe een kanon te vinden was in een voor- of achterkasteel. Kleine antipersoonshandkanonnen werden wel gebruikt, maar grote kanonnen aan dek maakte de schepen nog instabieler en. Ze hadden ook een te lage vuursnelheid en te geringe nauwkeurigheid om van veel nut te zijn.
Dit veranderde tegen het einde van de middeleeuwen. Door het aanbrengen van geschutspoorten in de zijwand van het schip, voorzien van deurtjes met scharnieren, kon een kanonnendek vlak boven de waterlijn ingericht worden. Doordat de zware kanonnen lager in het schip werden aangebracht werd de stabiliteit van de schepen enorm verhoogd, en door een hele rij kanonnen aan te brengen werd ook het probleem van de inaccuratesse van geschut op zee wat verminderd. Een voorbeeld hiervan is de Mary Rose, het vlaggenschip van de vloot van Henry VIII, dat zo'n dertig kanonnen per zijde had, die elk negen pond of meer per keer konden schieten. De Spanjaarden namen dit idee over en ontwierpen het galjoen.

## De opkomst van de infanterie
In de middeleeuwen was de cavalerie lang de belangrijkste groep op het slagveld. Met hun zware pantser en bewapening vormden de ridders een formidabele vijand voor onwillige boerenlotelingen en lichtbewapende vrijlieden. Om cavalerie te verslaan maakte de infanterie gebruik van massa's projectielen of een strakke falanx; technieken die nog stamden van voor de Romeinen. Generaals van het oude Asia gebruikten boogschuttersregimenten om ruiters af te weren. Alexander de Grote combineerde beide methoden in zijn gevechten met de in zwermen opererende Aziatische ruiters; de centrale infanterie verpletterend met slingers, boogschutters en speerwerpers, alvorens zijn eigen cavalerie uit te sturen om aanvallers af te slaan.

### Zwitserse piekeniers
Het gebruik van lange pieken en dicht opeen gepakt voetvolk was niet ongewoon in de middeleeuwen. De Vlaamse voetsoldaten traden in de Guldensporenslag Franse ridders tegemoet in 1302 en wisten ze te overwinnen, en de Schotten wisten hun grondgebied lange tijd te verdedigen tegen zwaarbewapende Engelse indringers. Tijdens de kruistocht van Lodewijk de Heilige (1248-1250) vormden afgestegen Franse ridders een strakke lans-en-schildfalanx om Egyptische cavalerie af te weren, wat overigens niet lukte. De Zwitsers gebruikten ook pieken in de laatmiddeleeuwse periode. Waar piekeniers gewoonlijk in een compacte formatie een aanval van ruiters afwachtten, ontwikkelden de Zwitserse landsknechten flexibele formaties en agressieve manoeuvreringsmethodes, waarmee ze de vijand dwongen te reageren. De Zwitsers wonnen in Mortgarten (1315), Laupen (1339), Sempach en Granson (1476), en tussen 1450 en 1550 huurde elke vooraanstaande vorst in Europa Zwitserse piekeniers, of imiteerde op zijn minst hun tactieken en wapens.

### Engelse longbowmen
De Engelse longbowschutters gebruikten een lange boog uit één stuk die pijlen kon afschieten die door toenmalige harnassen en maliënkolders konden dringen. De longbow was moeilijk om te leren hanteren, en vereiste jaren van gebruik en oefening. Een geoefend schutter kon meer dan twintig pijlen per minuut afschieten, en tien pijlen per minuut werd gehanteerd als de minimumstandaard. Deze vuursnelheid lag veel hoger dan wapens als de kruisboog of de eerste buskruitwapens. Het best fungeerde nog de veel duurdere kruisboog, die werd gebruikt door stedelijke milities en huurlingenlegers. De kruisboog kon veel dieper doordringen dan de longbow, en vereiste geen jarenlange training, maar hij miste de fenomenale vuursnelheid en het bereik van de longbow.
In de veldslagen bij Crécy en Azincourt schoten boogschutters hele wolken pijlen in de rangen van de ridders. In Crécy konden zelfs 15.000 Genoviaanse boogschutters de longbowmen niet van hun heuvel verjagen. In Azincourt kwamen duizenden Franse ridders die door een modderveld probeerden aan te vallen tegenover duizenden harnasdoorborende bodkinspijlen en rijdierverminkende breedpuntpijlen te staan. De langboogschutters decimeerden een hele generatie van de Franse adel.
Aangezien de langboog moeilijk te gebruiken was in een frontale aanval werd het wapen vooral gebruikt bij een defensieve opstelling. Boogschutters werden dan in lange smalle linies opgesteld en beschermd en afgeschermd door putten (zoals in Bannockburn), staven of loopgraven. Het terrein was meestal zo gekozen dat de boogschutters in het voordeel waren en de aanvallers werden gedwongen een smalle doorgang (zoals in Azincourt) of een steile klim (Crécy) te nemen terwijl ze onder vuur lagen. Soms werden de boogschutters opgesteld in een platte "W", waardoor ze instaat waren hun vijanden af te snijden.
Pieken en langbogen maakten een eind aan de dominante positie van de cavalerie in Europese oorlogsvoering en zorgden ervoor dat voetsoldaten belangrijker werden dan tevoren. Buskruit zou zelfs nog belangrijker veranderingen teweegbrengen. Toch bleef de zware cavalerie een belangrijk wapen op het slagveld tot in de negentiende eeuw, toen nieuwe en accuratere wapens van ruitersoldaten een te gemakkelijk doelwit begonnen te maken.

## Belangrijke middeleeuwse veldslagen
| - de Slag op de Catalaunische Velden (451) - de Slag bij Verona (489) - de Slag bij Tolbiac (496) - de Slag bij Vouillé (507) - de Slag bij Taginae (552) - de Slag bij Badr (624) - de Slag bij Uhud (625) - de Slag bij de Gracht (627) - de Slag bij de Jarmuk (636) - de Slag bij Tertry (687) | - de Slag bij Poitiers (732) - de Slag op het Lechveld (955) - de Slag bij Stamford Bridge (1066) - de Slag bij Hastings (1066) - de Slag bij Kassel (1071) - de Slag bij Manzikert (1071) - het Beleg van Jeruzalem (1099) - de Slag bij Hattin (1187) - de Slag bij Adrianopel (1205) - de Slag bij Las Navas de Tolosa (1212) | - de Slag bij Bouvines (1214) - de Slag bij Legnica (1241) - de Slag bij Ain Jalut (1260) - de Slag bij Yamen (1279) - de Slag bij Woeringen (1288) - de Guldensporenslag (1302) - de Slag bij Zierikzee (1304) - de Slag bij Bannockburn (1314) - de Slag bij Crécy (1346) - de Slag bij Poitiers (1356) | - de Slag op het Merelveld (1389) - de Slag bij Nicopolis (1396) - de Slag bij Tannenberg (1410) - de Slag bij Azincourt (1415) - de Val van Constantinopel (1453) - de Slag bij Vaslui (1475) - de Slag bij Nancy (1477) - de Slag bij Bosworth (1485) |

## Middeleeuwse oorlogen
De belangrijkste middeleeuwse oorlogen, chronologisch gerangschikt volgens het jaar van aanvatten:
- De Moslimveroveringen (624-1526)
  - Byzantijns-Arabische oorlogen (629-1169)
    - Moslimverovering van Syria (629-640)
    - Moslimverovering van Egypte (639-654)
    - Omajjadische verovering van Noord-Afrika (647-709)

  - Verovering van Mekka (630)
  - Ridda oorlogen (632-633)
  - Islamitische verovering van Perzië (634-652)
  - Islamitische verovering van de Maghreb (647-709)
  - Islamitische verovering van Afghanistan (662-679)
  - Moslimveroveringen op het Indische subcontinent (664-1526)
  - Omajjadische verovering van Hispania (711-718)
  - Grote Berberopstand (739-743)
  - Chazaars-Arabische oorlogen (711-750)
  - Moslimveroveringen in zuidelijk Italië (831-902)
  - Byzantijns-Seltsjoekse oorlogen (1064-1308)
  - Byzantijns-Ottomaanse oorlogen (1299-1453)
- De Saksenoorlogen (772-804)
- De Spaanse Reconquista (718-1492): waar de Moren verdreven werden van het Iberisch Schiereiland; begonnen onder Don Pelayo in Asturië, beëindigd onder het Katholieke koningspaar (Isabella van Castilië en Ferdinand II van Aragon).
- De Kruistochten (1096-1291)
  - 1096-1099—Eerste Kruistocht: De enige "succesvolle" kruistocht tegen het islamitische Nabije Oosten; doorheen de hele Levant werden christelijke staten opgericht.
  - 1101—Kleine Kruistocht
  - 1147-1149—Tweede Kruistocht
  - 1147-1410—Noordelijke Kruistochten: De kruistochten ondernomen door de katholieke koningen van Denemarken, Zweden, de Duitse ridderordes Orde van de Zwaardbroeders en Duitse Orde en hun bondgenoten tegen de heidense volkeren rond de Oostzee.
  - 1187-1191—Derde Kruistocht
  - 1202-1204—Vierde Kruistocht: waarin de westelijke strijdkrachten het nochtans christelijke Constantinopel innamen.
  - 1209-1229—Aligenzische Kruistocht: waarin de Katharen (ofte Albigenzen) in zuidelijk Frankrijk verpletterd werden.
  - 1212—Kinderkruistocht: volgens sommigen pure fictie
  - 1217-1221—Vijfde Kruistocht
  - 1228—Zesde Kruistocht
  - 1248-1254—Zevende Kruistocht
  - 1270—Achtste Kruistocht
  - 1271-1291—Negende Kruistocht
- De Chinese Oorlogen
  - Oorlogen tussen de zuidelijke en de noordelijke dynastieën (420-581)
  - Goguryeo-Sui Oorlogen (598–614)
  - Linyi-Champa Campagne (602-605): Chinese Invasie van Annam en Champa (Vietnam)
  - Sino-Tibetaanse Oorlogen (635-821)
  - Oorlogen van de Koreaanse eenmaking (660–668): met hulp van de Tang-dynastie en de uitwijzing van Japanse Yamato-strijdkrachten.
  - An Lushan Rebellie (756-763) (Chinese Tang-dynastie)
  - The Sino-Khitaanse Oorlogen (979-1125): conflict tussen de Song-dynastie en de Liao-dynastie.
  - The Jurchen-verovering van Noord-China (1125-1127)
  - Sino-Jurchen Oorlogen (1127-1164)
  - Zuid-Chinees verzet tegen de Mongolen (1234-1279)
  - Rode Tulbandrebellie (1351-1368): Chinese rebellie en instorting van Mongoolse macht.
  - Imjin-oorlog (1592–1598): een bondgenootschap van Korea en Ming-dynastie-China tegen de Japanse strijdkrachten van Toyotomi Hideyoshi.
- De Mongoolse Invasies (1205-1472)
  - Mongoolse invasies van China (1205-1279)
  - Mongoolse invasie van Centraal-Azië (1218-1221)
  - Mongoolse invasies van Georgië en Armenië (1220-1330)
  - Mongoolse invasie van Europa (1223-1284)
    - Mongoolse invasie van Wolga-Bulgarije (1223-1236)
    - Mongoolse invasie van Rusland (1237-1242)

  - Mongoolse invasie van Korea (1231-1273)
  - Mongoolse invasie van Vietnam (1257-1287)
  - Mongoolse invasie van Bagdad (1258)
  - Mongoolse invasies van Japan (1274-1281)
  - Mongoolse invasie van Syria (1299)
- De Timoer Lenk invasies (1370-1405)
- De Hussietenoorlogen (1420-1434)
- De Honderdjarige Oorlog (1337-1453): Waar de Engelsen uiteindelijk werden verdreven uit Frankrijk, veel beroemde gebeurtenissen grepen plaats in deze oorlog, onder meer de Slag bij Azincourt en de campagne onder Jeanne d'Arc.
- De Rozenoorlogen (1455-1487): Oorlog om de Engelse kroon tussen het Huis van Lancaster en het Huis van York.

## Middeleeuwse veroveraars

### De Arabieren
De eerste Arabische moslimveroveringen begonnen in de zevende eeuw, na de dood van de islamitische profeet Mohammed, en hielden onder de Rasjidoen- (de rechtgeleide) en de Omajjadenkalifaten een volle eeuw van snelle Arabische expansie in, voorbij de grenzen van het Arabisch Schiereiland. Onder de Rasjidoen veroverden de Arabieren Perzië, Syrië en Egypte in de Byzantijns-Arabische oorlogen, en dat binnen een tijdsbestek van slechts zeven jaar (633-640). Onder de Omajjaden annexeerden de Arabieren Noord-Afrika en zuidelijk Italië op de Byzantijnen, en al gauw reikte het Arabische Rijk van halverwege het Indische subcontinent doorheen Centraal-Azië, het Midden-Oosten, Noord-Afrika en zuidelijk Italië tot het Iberisch Schiereiland en de Pyreneeën. Het Arabische Rijk werd het grootste dat de wereld ooit had gezien, tot het Mongoolse Rijk vijf eeuwen later.
De bekendste vroeg-Arabische militaire aanvoerder was Khalid ibn al-Walid, ook bekend als het Zwaard van Allah. Doordat hij nooit verslagen werd in meer dan honderd veldslagen tegen de numeriek in de meerderheid zijnde troepen van het Byzantijnse en Perzische rijk en hun bondgenoten, wordt Khalid beschouwd als een van de beste militaire aanvoerders ooit. Zijn belangrijkste strategische verwezenlijkingen was zijn snelle verovering van het Perzische Rijk en Byzantijns Syria, en dat binnen drie jaar (633-636), zijn belangrijkste tactische verwezenlijkingen waren zijn schaarbeweging tegen het grotere Perzische leger in de Slag bij Walaja en zijn beslissende overwinningen tegen de grotere gecombineerde troepen van de Perzen, Byzantijnen, Grieken, Gassaniden, Russen, Slaven, Franken, Georgiërs en Armeniërs bij de slag bij Yarmouk.
Andere bekende moslimaanvoerders waren ‘Amr ibn al-‘As in de verovering van Egypte tegen de Byzantijnen, Sa`d ibn Abi Waqqas in de Slag bij al-Qādisiyyah tegen de Perzen, Tariq ibn-Ziyad in de Omajjadische verovering van Hispania tegen de Visigoten, Ziyad ibn-Salih in de Slag bij de Talas tegen het Chinese Tang-rijk en Saladin tegen de Kruisvaarders.
Het vroeg-Arabische leger bestond voornamelijk uit lichte infanterie, met wat lichte cavalerie en een beperkte kameelcavalerie. Het Byzantijnse en Sassanidische leger beschikte in die tijd echter over grote hoeveelheden zware infanterie (de Romeinse legioenen en de Perzische daylami) en zware cavalerie (katafrakten en clibanarii) die beter was uitgerust, zwaar gepantserd waren en meer ervaring en discipline toonden. De Byzantijnse en Perzische troepen werden ook geleid door ervaren generaals zoals Herakleios en Rostam Farrokhzād. Ondanks het feit dat ze vaak fel in de minderheid waren tegen deze superieure troepen sloegen de Arabieren er iedere keer het lot te tarten en hun vijanden te verslaan, vooral doordat ze geleid werden door tactische genieën als Khalid ibn al-walid, ‘Amr ibn al-‘As en Sa`d ibn Abi Waqqas én doordat de lichte cavalerie- en infanterie-eenheden mobieler waren, waardoor ze beter konden manoeuvreren (schaarbeweging, flankmanoeuvres, ...).
Meer in het bijzonder de schaarbeweging, die Khalid ibn al-Walid met succes gebruikte tegen het grotere Perzische leger in de Slag bij Walaja, wordt beschouwd als een van de belangrijkste tactische manoeuvres ooit, en was alleen door Hannibal eerder met succes gebruikt in de Slag bij Cannae.
Volgens Steven Muhlberger van de ORB Encyclopedia was de "kracht en dapperheid van de Arabische troepen" te danken aan "de bereidheid van de grote meerderheid van de veroverde populatie om een deal met de Arabieren te sluiten" en het "zelfvertrouwen van de moslims" dat voortvloeide uit hun religie en hun "esprit de corps"

### De Vikingen
De Vikingen waren een gevreesde macht in Europa in de middeleeuwen vanwege hun moed en kracht. Invallen vanop zee zijn niets nieuws in de geschiedenis, maar de Vikingen ontwikkelden het tot een zeer effectief wapen, en sloegen er, anders dan andere invallers vanop zee in om het aangezicht van Europa te veranderen. Tijdens het Vikingtijdperk drongen hun missies – vaak van gemengde aard (handelen en invallen) – diep door in het oude Frankische rijk, de Britse eilanden, de Baltische regio, Rusland en zowel het moslim- als het christengedeelte van het Iberisch Schiereiland. Velen waren huurlingen, en de befaamde Varjaagse Garde in dienst van de Keizer van Constantinopel bestond voor een groot deel uit Scandinavische krijgslieden.
Vikingschepen konden eenvoudig bestuurd worden, waren zowel geschikt voor diepe zee als ondiep water en konden krijgers vervoeren die snel aan land konden worden gezet doordat deze langschepen recht op een strand konden varen. De Vikingstijl van oorlogsvoering was snel en mobiel, grotelijks vertrouwend op het verrassingselement, en vaak vingen ze paarden in plaats van ze op hun schepen mee te voeren om hun mobiliteit nog te verhogen. Hun gebruikelijke tactiek bestond erin een doelwit sluipend te benaderen, een verrassingsaanval te doen om zich daarop te verspreiden en snel terug te trekken. Het was moeilijk hieraan weerstand te bieden aangezien de Vikingen, net als guerrillastrijders elders, aanvielen op een plaats en tijdstip dat zij kozen. Een Vikingkrijger die volledig bewapend was droeg een ijzeren helm en een maliënkolder en vocht met een combinatie van bijl, zwaard, schild, speer of de grote "Deense" tweehandige bijl, hoewel raiders meestal geen pantsering droegen en enkel een schild, een bijl, en mogelijk een speer bij zich hadden.
Tegenstanders van de Vikingen waren slecht voorbereid op een krijgsmacht die schijnbaar willekeurig toesloeg, zonder waarschuwing, om dan te verdwijnen om andere plaatsen aan te vallen of zich terug te trekken naar hun bases in wat nu Zweden, Denemarken, Noorwegen zijn en hun Atlantische kolonies. Met verloop van tijd werden de invallen gesofistikeerder, met gecoördineerde aanvallen met meerdere krijgstroepen en grote legermachten, zoals het "Grote Heidenleger" dat Angelsaksisch Engeland onder de voet liep in de negende eeuw. Na een poosje begonnen de Vikingen vast te houden aan de gebieden die ze binnenvielen, eerst om te overwinteren en later door het consolideren van steunpunten voor expansie die Europa voor eeuwig zouden veranderen.
Met de groei van centraal gezag in de Scandinavische regio veranderden de raids van de typische privé-ondernemingen in pure veroveringsreizen. In 1066 viel Koning Harald Hardråde van Noorwegen Engeland binnen, om daarop verslagen te worden door Harold Godwinson, de zoon van een van de graven van de Deens-Noors-Engelse koning Knoet de Grote, die op zijn beurt werd verslagen door Willem de Veroveraar, afstammeling van de Viking Rollo, die Normandië als heerlijkheid van de Frankische koning had aangenomen. De drie regeerders hadden alle drie een oogje op de Engelse kroon (Harald verlangde waarschijnlijk de heerschappij over Northumbria), en werden niet zozeer aangetrokken door de belofte van plunderingen.
Rond deze tijd kwamen ook de Scandinaviërs in de middeleeuwse periode, en de groei van centrale autoriteiten had tot de oprichting van de koninkrijken Denemarken en Noorwegen, en later ook het koninkrijk Zweden geleid. De Scandinaviërs begonnen meer continentaal-Europese gewoonten over te nemen hoewel ze, en dan voornamelijk de Noren, steeds hun eigen stijl van oorlog voeren behielden, met veel nadruk op hun zeemacht – het Vikingschip werd met succes gebruikt tot minstens de veertiende eeuw, en de grotere Scandinavische oorlogsschepen in dezelfde stijl stammen allemaal uit de middeleeuwse periode. Aan de andere kant zorgden de nauwe handels- en diplomatieke banden tussen Scandinavië en nabije katholieke staten er echter voor dat de Scandinaviërs op de hoogte bleven van de continentale ontwikkelingen op het vlak van oorlogsvoering.

### Mongolen
De Mongoolse nomaden waren een van de meest gevreesde krijgsmachten die ooit hebben bestaan. Doordat ze massieve cavalerie-aanvallen – bestaande uit lichte cavalerie en bereden ruiters – en kleinere tactische eenheden inzetten over afstanden van tientallen kilometers verenigden de woeste ruiters een schokeffect, een mobiliteit en een vuurkracht die nimmer werd gezien tot de opkomst van het buskruit. In zo'n twee eeuwen tijd, te beginnen met de opkomst van Djengis Khan in de dertiende eeuw, versloegen de Mongoolse krijgers een paar van de machtigste, stevig gevestigde en ver ontwikkelde wereldrijken, en bezette meer dan een twaalfde van de totale landoppervlakte op aarde. Dit werd door sommigen gezien als het grootste continue rijk in de menselijke geschiedenis, strekkend van de verste kusten van Azië tot in Oost-Europa.
De Mongolen gebruikten wapens, bogen, kromsabels en lansen. De Mongoolse boog was een composietboog gemaakt van lijm, hoorn, pezen en hout of bamboe, en had een bereik van zo'n tweehonderd meter. De Mongolen waren uitzonderlijk taaie krijgers, bestand tegen honger en ontberingen. Stevige steppepony's werden gebruikt als transportmiddel naar en tijdens de gevechten. Krijgers waren strak georganiseerd in eenheden van tien, en in grotere formaties zoals de Mongoolse tumen, die bestond uit 10.000 soldaten. De coördinatie werd uitgevoerd door aangeduide eenheidsleiders, met signalen door middel van hoorn, rook en vlaggen. De meeste tumen waren op korte termijn zelfvoorzienend, levend van wat het land opbracht. Hun belangrijkste tactieken waren snelheid, verrassing en beweeglijkheid; daarnaast waren Mongolen ook allesbehalve stijf in het toepassen van tactieken en beschikten ze ook niet over de typische middeleeuws-Europese notie van ridderlijkheid. Ze gebruikten belegeringsingenieurs om versterkingen te passeren en terreur werd gebruikt als een tactiek van psychologische oorlogvoering.

#### Mongolen in het Westen
Tegen 1241 hadden de Mongolen grote stukken van het huidige Rusland veroverd, en begonnen ze met de invasie van Europa met een enorme drietandformatie, dicht op de hielen van de vluchtende Kumanen, die een onzekere alliantie hadden met koning Bela IV van Hongarije. Eerst drongen ze het Koninkrijk Polen binnen, daarna Transsylvanië en ten slotte ook Hongarije, met als hoogtepunt de verpletterende nederlaag van de Hongaren in de Slag bij de Mohi. De Mongolen hadden duidelijk tot doel de alliantie tussen de Kumanen en de Hongaren te vernietigen. In de zomer waarin de Grote Khan stierf en de Mongoolse prinsen naar huis reden om een nieuwe Grote Khan te kiezen, roofden en plunderden ze over de grenzen heen tot in Oostenrijk en Bohemen.
De Gouden Horde kwam geregeld in conflict met Hongaren, Letten en Polen in de dertiende eeuw. Er vonden twee grote rooftochten plaats in de jaren 1260 en 1280. In 1284 wisten de Hongaren de laatste grote rooftocht in Hongarije af te weren, en in 1287 deden de Polen hetzelfde. Het lijkt erop dat de instabiliteit in de Gouden Horde het westelijke front van de Horde uiteindelijk stilgelegd heeft. De Hongaren en de Polen hadden op de bedreiging gereageerd met het bouwen van uitgebreide verdedigingswerken, legerhervormingen in de vorm van betere gepantserde cavalerie, en het vermijden van veldslagen tenzij ze in staat waren het slagveld te controleren en zo de Mongolen de lokale superioriteit te ontzeggen. De Letten vertrouwden op hun dichtbeboste thuisland als bescherming, en gebruikten hun cavalerie voor rooftochten in het door Mongolen bezette Rusland.

### Turken
Handel tussen China, het Midden-Oosten en Europa langsheen de Zijderoute was aanwezig gedurende de hele middeleeuwen. De Turkse volkeren ondervonden de duidelijke invloed van militaire technologie vanaf de dagen van het Romeinse Rijk én hun positie halverwege deze zijderoute, met steeds groeiende rijkdom tot gevolg. Een vroeg-Turkse groep, de Seltsjoeken, stond bekend om haar bereden boogschutters. Deze taaie nomaden vielen vaak gevestigde rijken binnen zoals het Byzantijnse Rijk, en haalden verschillende overwinningen over de zware katafrakten van de Byzantijnen vanwege hun beweeglijkheid en superieure timing.
De Slag bij Manzikert was één zo'n opmerkelijke overwinning, waar een conflict tussen de Byzantijnse generaals de Turken de perfecte kans gaf om aan te vallen. De Turken bestookten de katafrakten met pijlen en sneden ze de pas af, om vervolgens hun minder mobiele infanterie tegen de vlakte te rijden met hun met kromsabels bewapende lichte infanterie. Bij de introductie van buskruit huurden de Ottomanen de huurlingen in die buskruitwapens gebruikten en vroegen hen hun soldaten op te leiden. Hieruit ontstonden de Janitsaren. Met behulp van hun cavalerie en de eerste granaten begonnen de Ottomanen in de vroege Renaissance aan een gecoördineerd offensief tegen Europa, te beginnen met het beleg van Constantinopel in 1453, dat hun overwinning mede te danken was aan het gebruik van hun enorme kanonnen die groter waren dan die van de Byzantijnen, in het bijzonder de Basilica, het reusachtige kanon dat de machtige muren van Constantinopel bestookte. Dit kanon was ontworpen en gegoten door een christelijke Hongaar genaamd Urban, als geschenk voor de Grote Turk. Ondanks de grootte ervan is het echter nooit echt succesvol geworden als een artillerieonderdeel.